# Acido salicilsolfonico
L'acido salicilsolfonico è un acido carbossilico, un fenolo e un acido solfonico.
A temperatura ambiente si presenta come un solido bianco dall'odore appena pungente. È un composto irritante.